# Antropovo
Antropovo (oroszul: Антропово) település Oroszország Kosztromai területén, az Antropovói járás székhelye.
Lakossága: 3598 fő (a 2010. évi népszámláláskor).

## Fekvése
A Kosztromai terület középső részén, Kosztromától országúton 167 km-re, vasúton 178 km-re fekszik. Vasútállomás a transzszibériai vasútvonal északi ágának Galics és Nyeja közötti szakaszán.

## Története
Létrejöttét a vasútnak köszönheti. A Szentpétervárral kapcsolatot teremtő Vologda–Vjatka vasútvonal építésekor, annak egyik állomásaként keletkezett 1905-ben. Nevét a szomszédos kis faluról kapta, mely már a 19. század közepén is létezett. 
1966-ban járási székhely lett, attól kezdve kiépültek hivatali épületei és a szovjet korszakot jellemző lakótelepei (ún. mikrorajonok), élelmiszer- és fafeldolgozó üzemei.